# Migas tasmani
Migas tasmani är en spindelart som beskrevs av Wilton 1968. Migas tasmani ingår i släktet Migas och familjen Migidae. Inga underarter finns listade i Catalogue of Life.